# Varronia salviifolia
Varronia salviifolia är en strävbladig växtart som först beskrevs av Antoine Laurent de Jussieu och Jean Louis Marie Poiret, och fick sitt nu gällande namn av A. Borhidi. Varronia salviifolia ingår i släktet Varronia och familjen strävbladiga växter. Inga underarter finns listade i Catalogue of Life.